# Rio Albele (Jaleș)
O Rio Albele é um rio da Romênia afluente do rio Jaleş, localizado no distrito de Gorj.